# George Carlin
George Denis Patrick Carlin (New York, 12 mei 1937 – Santa Monica, 22 juni 2008) was een Amerikaanse stand-upcomedian, acteur en publicist. Hij stond bekend om zijn zwarte humor en conferences over politiek, de Engelse taal, psychologie en verschillende onderwerpen, waarvan het ongepast is om het te doen of er over te spreken.

## Levensloop
George Carlin werd geboren in New York en groeide daar ook op. Toen hij twee maanden oud was scheidden zijn ouders van elkaar en zijn opvoeding kreeg hij van zijn moeder. Ze woonden in  Manhattan en zijn vrienden noemden de  buurt White Harlem, omdat dat stoerder klonk dan Morningside Heights.
"Ik kom uit een familie, die de gave van het woord had. Met name van mijn moeder leerde ik bewust woorden en taal te gebruiken. Als kind wilde ik niets liever dan net zo te zijn als die komieken in de film, zoals Danny Kaye ."
Carlin kreeg een rooms-katholieke opvoeding, maar ontwikkelde zich tot een heftig verdediger van het atheïsme.In optredens nam hij vaak het geloof op de korrel:
Ik maak een diepe buiging voor het Christendom. Het is de kampioen aller tijden van valse beloftes en overdreven claims. Ze hebben miljoenen mensen ervan overtuigd, dat er in de hemel een man zit, die jij niet kunt zien. Maar hij ziet alles wat jij doet, de hele dag door. De onzichtbare man heeft een lijst van tien dingen die je absoluut niet mag doen. Wanneer je daaraan niet gehoorzaamt, stuur hij je naar een plek met rook en vuur, waar je gemarteld wordt of verbrand en waar je voor eeuwig zult huilen en schreeuwen. En toch heeft hij je lief (?)
Zijn loopbaan als comedian startte in 1959, toen hij samen diskjockey Jack Burns een radioprogramma presenteerde. Eerst voor een station in Texas en daarna bij een zender in  Hollywood. Zij brachten een comedy LP uit, die de aandacht trok van de legendarische comedian Lenny Bruce. Hij regelde een optreden in The Tonight Show. Het duo ging al na twee jaar  uit elkaar en in het begin van de jaren zestig begon Carlin solo shows te geven in Las Vegas.

Hij was de gastheer van de eerste aflevering van 
Saturday Night Live in 1975 en  was dertig jaar lang regelmatig te gast in The Tonight Show van Johnny Carson. Tijdens zijn langdurige carrière raakte hij meerdere keren op zichzelf, als comedian, uitgekeken. Zijn stijl beviel hem niet en hij ervoer het als een  keurslijf waaruit hij wilde ontsnappen.
In de zeventiger jaren had hij zijn smoking op het toneel verwisseld voor  een spijkerbroek en T-shirt.  Daarmee voelde hij zich meer zichzelf en de manier waarop hij tegen de wereld aankeek als "een leidende figuur binnen de tegencultuur."
Het duurt niet lang meer, voordat we het land hebben veranderd in één groot winkelcentrum. En blijkbaar vindt iedereen het prima, want het beantwoordt aan onze twee grootste behoeftes: winkelen en eten. Alles in grote hoeveelheden, king-size, extra large en super jumbo. Consumeren is wat we willen en voetbal kijken. Geld besteden aan dingen die je niet nodig hebt. Die stoppen we dan in onze hybride SUV, op afbetaling. Uiteindelijk komt het geld terecht in de zakken van grote bedrijven. De banken, de multinationals, zij willen steeds meer voor zichzelf en minder voor de rest.
Carlin in Life is Worth Losing
In 1972 werd hij gearresteerd vanwege obsceen taalgebruik op het toneel. Een radiostation in New York spande een rechtszaak tegen de FCC , omdat de zender in de problemen kwam na het uitzending van Carlin’s show 7 Filthy words.
Het kwam uiteindelijk tot een rechtszaak en een uitspraak van de Amerikaanse Hoge Raad die de FCC het recht gaf om uitzendingen op radio en televisie te censureren.
Overigens had Carlin maling aan deze rechterlijke uitspraak, want hij liet zich niet muilkorven door de gevestigde machten achter de media. Daarmee doelde hij op de politici, de adverteerders en de kerk.
In de jaren tachtig genoot Carlin bekendheid als een niets en niemand ontziende maatschappijcriticus. Hij bracht meer dan 20 comedy LP’s uit en speelde de hoofdrol in 14 televisieshows van HBO.
Zijn laatste HBO show, It’s Bad for Ya, werd een paar maanden voor zijn dood uitgezonden. Het kreeg een Grammy Award in 2009. In dit jaar verschenen ook zijn memoires, Last Words.
Carlin had tijdens zijn leven veel last van hartproblemen. Hij overleefde drie hartaanvallen, die hem regelmatig dwongen om zijn drankgebruik en levensstijl aan te passen. Op 22 juni 2008 werd Carlin opgenomen in het ziekenhuis van Santa Monica na klachten over pijn op de borst. Hij overleed later die dag ten gevolge van hartfalen, 71 jaar oud.

## Thema's
Carlins thema's hebben de nodige controverse veroorzaakt in de Amerikaanse media. Zijn meest gebruikte stokpaardje is de onzin waar de mensheid voor verantwoordelijk is. Hieronder vallen religies, dubbele moraal,  (massa) moord,  oorlog, verkrachting, corruptie en andere minder fraaie aspecten van de menselijke beschaving. Deze aspecten stelt hij te kijk met een meedogenloos cynisme. Carlin's invloeden waren onder meer Danny Kaye, Jonathan Winters, Lenny Bruce, Richard Pryor, Nichols en May, Jerry Lewis, de Marx Brothers, Mort Sahl, Spike Jones, Ernie Kovacs, en de Ritz Brothers. Zijn dochter Kelly zei in 2022 dat hij in de tweede helft van zijn carrière meer acteerrollen op zich nam omdat hij "de droom van Danny Kaye nooit opgaf".
Als voorbeeld dit citaat:
Ik bekijk het zo... Door de eeuwen heen heeft de mens al het mogelijke gedaan om de natuur te vernietigen, te besmeuren en te dwarsbomen: wouden kaalkappen, bergen opblazen, de atmosfeer vergiftigen, oceanen leegvissen, rivieren en meren vervuilen, moerassen vernietigen... Dus wanneer de natuur terugslaat, geniet ik ervan. Ik heb absoluut geen medelijden met mensen. Geen enkel. En wat voor problemen mensen ook hebben, natuurlijke of door eigen toedoen veroorzaakt, ik hoop altijd dat het erger wordt.
Hoewel Carlin al in 2008 is overleden valt op dat de onderwerpen, waarover hij teksten schreef, nog steeds actueel zijn. Zijn maatschappelijk geëngageerde teksten blijven relevant. Tegen het einde van zijn loopbaan leek hij verbitterd over de mensheid en hoe deze zichzelf te gronde richtte. Maar hij beschouwde zichzelf toch vooral als een humanist, die  groepen en systemen haatte en tegelijkertijd van mensen hield.